# تاريخ تايوان منذ عام 1945

حشد خارج قاعة تايهوكو في تايبيه يحتفل باستسلام اليابان للحلفاء في عام 1945.

وُضعت جزيرة تايوان تحت حكم جمهورية الصين في الخامس والعشرين من أكتوبر عام 1945، كنتيجة لاستسلام اليابان في نهاية الحرب العالمية الثانية، كان يحكمها آنذاك حزب الكومينتانغ. في عام 1949 أعلن حاكم مقاطعة تايوان «تشين شينغ» ووزارة الدفاع الوطني في جمهورية الصين عن الأحكام العرفية، وذلك بعد المذبحة التي حصلت قبل عامين في 28 فبراير 1947. انسحبت حكومة جمهورية الصين من البر الرئيسي بعد الحرب الأهلية الصينية عام 1949، عندها أعلن الشيوعيون عن تأسيس جمهورية الصين الشعبية. تراجع حزب الكومينتانغ إلى تايوان مُعلنًا عن مدينة تايبيه عاصمة مؤقتة لجمهورية الصين. واصلت كل من جمهورية الصين وجمهورية الصين الشعبية لسنوات عدّة المناداة في جميع الساحات الدبلوماسية بأنها الحكومة الشرعية والوحيدة للصين، في عام 1971 طُردت جمهورية الصين من الأمم المتحدة وحلّت مكانها جمهورية الصين الشعبية.
رُفعت الأحكام العرفية في عام 1987، لتبدأ تايوان مرحلة ديموقراطية بإلغاء الأحكام وتوّجتها في عام 1996 بأول انتخابات رئاسية مباشرة. بحلول عام 2000 وصل الحزب الديموقراطي التقدّمي (دي بّي بّي) إلى السلطة ساعيًا وراء تحقيق استقلال تايوان وهويّتها، لكن منعت جمهورية الصين الشعبية كل الجهود المبذولة وراء تحقيق ذلك.
شاركت جمهورية الصين في عدد من المنظمات الدولية تحت اسم (تايبيه الصينية) وذلك على أعقاب الوضع السياسي الغامض الذي تمر به تايوان. وتبعًا لسياسة «الصين واحدة» التي فرضتها حكومة جمهورية الصين الشعبية، والتي تعتبر بأن جمهورية الصين لم تعد موجودة، وأن تايوان جزء لا يتجزّأ من الصين، ويتم رفض أي تعامل دبلوماسي مع كل دولة تعترف بجمهورية الصين، مع العلم أن كلًا من تايوان، بينغو وكيوموي ولينتشنغ ما زالت تحت سيطرة جمهورية الصين.

## تسلسل زمني

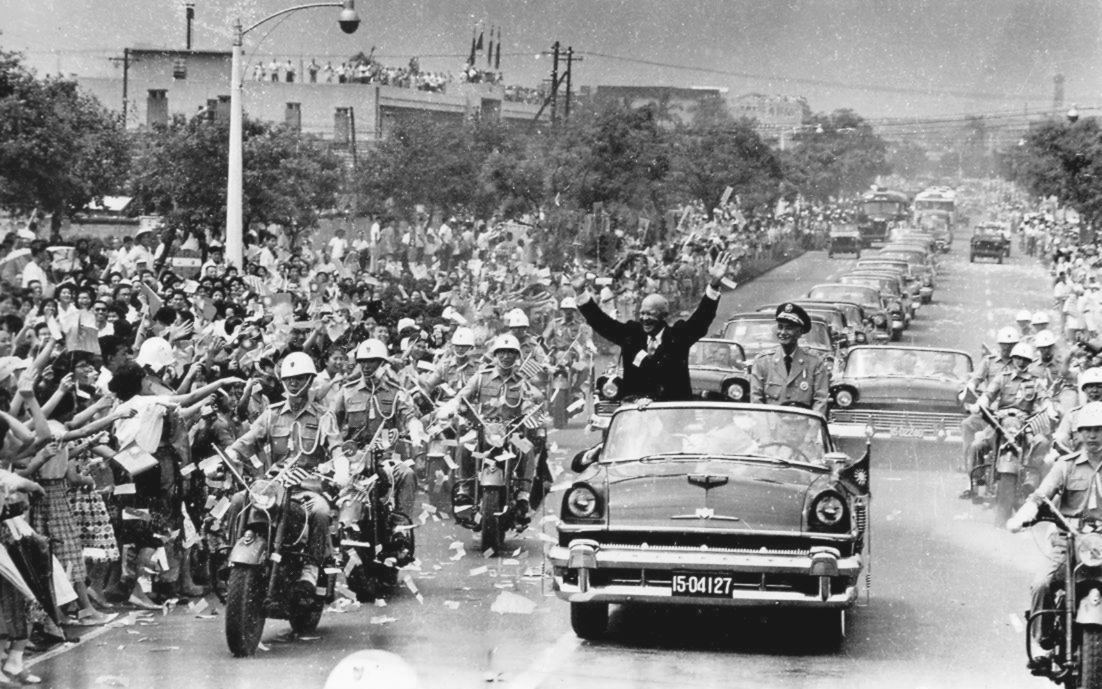
مع رئيس جمهورية الصين شيانغ كاي شيك، لوح الرئيس الأمريكي دوايت أيزنهاور بيده للشعب التايواني خلال زيارته إلى تايبيه، تايوان في يونيو 1960.

### فترة مستهل مجتمع ما بعد الحرب
مع هزيمة إمبراطورية اليابان وألمانيا النازية، انتهت أعمال القتال في الحرب العالمية الثانية في الثاني من سبتمبر عام 1945، وضعت تايوان تحت سيطرة جمهورية الصين بقيادة الكومينتانغ، بعد أن تم التنازل عنها لليابان بموجب معاهدة شيمونوسيكي في عام 1895، بإصدار الأمر العام رقم 1 وتوقيع صك الاستسلام.
قام ممثل جمهورية الصين «هي ينجكن» في احتفالات الاستسلام اليابانية، بإنشاء مكتب الرئيس التنفيذي لمقاطعة تايوان بشكل منفصل عن النظام التنفيذي، وذلك على مستوى المقاطعة في القارة الصينية (البر الصيني الرئيسي). عُيّن «تشن يي» رئيسًا تنفيذيًا بعد إنشاء المكتب التنفيذي الإقليمي. أعلن تشن يوم الخامس والعشرين من أكتوبر ليكون يوم الحق المُكتسب. ومع ذلك، نظرًا لكون اليابان لم تتنازل رسميًا عن سيادة تايوان في ذلك الوقت، فإن حلفاء الحرب العالمية الثانية لم يعترفوا بضم تايوان للصين من جانب واحد.
تلوّثت إدارة تشن يي بالفساد، وافتقرت للانضباط في الشرطة العسكرية الموكل إليها مهمات الاحتلال، مما أدى لضعف كبير في سلسلة القيادة. بدأ تشن يي باحتكار السلطة، مع تفشّي الفساد في إدارته. بالإضافة لذلك، تهاوى اقتصاد ما بعد الحرب في الجزيرة وتوجّه نحو الركود، مما أدى لتحمّل السكان في الجزيرة للضيق الاقتصادي. كما أحدث برنامج (De-Japanization) الذي وضعته الحكومة قد أحدث خللًا ثقافيًا، إلى جانب التوترات بين تزايد عدد المهاجرين من البر الرئيسي وسكان الجزيرة قبل الحرب. اندلعت توترات المبنى في عام 1947، عندما أدى القبض على مروّج السجائر من قبل عملاء الحكومة إلى وفاة أحد المارّة. انتشرت الصدامات بين الشرطة والسكان، وتحولت بسرعة إلى جميع أنحاء الجزيرة، ونمت لتصبح تمردًا عامًا ضد تشن يي ومكتب الرئيس التنفيذي، ليصبح هذا اليوم يُعرف باسم حادثة الثامن والعشرين من فبراير. بعد عدة أسابيع، أُرسلت القوات الحكومية إلى تايوان من البر الرئيسي للتعامل مع الأزمة وقمع أي معارضة أو مقاومة للحكومة. قُتل العديد من الأفراد البارزين في المجتمع التايواني، بالإضافة إلى غيرهم من سكان الجزيرة، وسُجن الكثير منهم بدون محاكمة أو اختفوا ببساطة بالرغم من ألا علاقة لهم بالحادث. كانت حادثة الثامن والعشرين من فبراير مُقدمة للإرهاب الأبيض في الخمسينيات، أدّت إلى توترات عرقية بين سكان ما قبل الحرب وما بعد الحرب، وكذلك كانت سببًا في نشأة حركة الاستقلال التايوانية.
أعادت حكومة جمهورية الصين الشعبية التي يقودها حزب الكومينتانغ بعد حادثة 28 فبراير تنظيم الحكومة المحلية، وألغت مكتب الرئيس التنفيذي، وأنشأت حكومة إقليمية جديدة. أصبح واي داو مينغ، الذي كان والده أحد العلماء، أول حاكم لمقاطعة تايوان، قلل خلال فترة إدارته من نطاق المؤسسات العامة، والتي تنامت بشكل كبير في عهد تشن يى.
في عام 1949 أصبح واي حاكمًا خلفًا ل تشين، حيث قام بإصلاح نظام العملة، واستبدل الدولار التايواني القديم الذي تم تخفيض قيمته بالدولار التايواني الجديد، بسعر صرف 1:40,000، ونفذ قانون تخفيض الإيجار375 ومخففًا من التضخم.

### الإصلاح الديمقراطي
دخلت جمهورية الصين في مرحلة تطوير الديمقراطية الدستورية بإصدار دستور جمهورية الصين في عام 1947؛ أعيد بعد ذلك تسمية الجيش الوطني الثوري أيضًا باسم القوات المسلحة لجمهورية الصين الذي أمموه، وأصدروا مع ذلك -بسبب الحرب الأهلية الصينية- الأحكام المؤقتة السارية خلال فترة التمرد الشيوعي كتعديل على دستور جمهورية الصين، أدى هذا إلى تأسيس القانون العرفي المعمول به في تايوان والحد من الحريات المدنية والديمقراطية. كان الأساس المنطقي الرسمي للأحكام هو الحرب الأهلية الصينية المستمرة وكانت جمهورية الصين فعليًا تحت الحكم العسكري لحزب الكومينتانغ خلال فترة التعبئة، وكانت تايوان فعليًا تحت الأحكام العرفية. ومع ذلك، مع زوال نظام حزب الكومينتانغ لحزب واحد وحركة الديمقراطية خلال الثمانينات، رُفعت في نهاية المطاف الأحكام العرفية في عام 1987 وألغيت الأحكام في نهاية المطاف في عام 1991، وأعيدت الديمقراطية الدستورية في نهاية المطاف في جمهورية الصين الشعبية بعد عام1987. عندما انتقلت جمهورية الصين إلى تايوان في عام 1949، كان حزب الشباب الصيني والحزب الاشتراكي الديمقراطي الصيني وحزب الكومينتانغ الأحزاب السياسية القانونية الوحيدة في تايوان. الأطراف الأخرى المنشأة تعمل تحت حركة تانغوي. حتى أوائل سبعينيات القرن العشرين، اعترف بجمهورية الصين باعتبارها الحكومة الشرعية الوحيدة للصين من قبل الأمم المتحدة، بينما رفضت معظم الدول الغربية الاعتراف بجمهورية الصين الشعبية بسبب الحرب الباردة. حكم حزب الكومينتانغ تايوان بموجب الأحكام العرفية حتى أواخر الثمانينيات، وكان الهدف المعلن هو الاحتراس من التسلل الشيوعي والاستعداد لاستعادة السيطرة على الأراضي الصينية، لذلك، لم يتسامحوا مع المعارضة السياسية. كانت أواخر السبعينيات وأوائل الثمانينيات من القرن الماضي وقتًا مضطربًا بالنسبة للتايوانيين المولودين، فقد أصبح العديد من الأشخاص الذين تعرضوا للاضطهاد والتخلف عن التغييرات الاقتصادية أعضاءً في الطبقة الوسطى الجديدة في تايوان. سمحت المؤسسة الحرة للتايوانيين الأصليين بالحصول على ورقة مساومة قوية في مطالبهم باحترام حقوقهم الإنسانية الأساسية. سيكون حادث كاوشيونغ نقطة تحول رئيسية للديمقراطية في تايوان.
واجهت تايوان أيضًا نكسات في المجال الدولي، ففي عام 1971 انسحبت حكومة جمهورية الصين من الأمم المتحدة قبل فترة وجيزة من اعترافها بحكومة جمهورية الصين الشعبية في بكين باعتبارها المالك الشرعي لمقعد الصين في الأمم المتحدة. عُرضت على جمهورية الصين تمثيل مزدوج لكن تشيانغ كاي شيك طالب بالاحتفاظ بمقعد في مجلس الأمن التابع للأمم المتحدة، وهو أمر غير مقبول لدى جمهورية الصين الشعبية، فعبّر تشيانغ عن قراره في خطابه الشهير «السماء ليست كبيرة بما يكفي لشمسين». في أكتوبر 1971، اعتُمد القرار 2758 من قبل الجمعية العامة للأمم المتحدة وطرد «ممثلي شيانغ كاي شيك» -وبالتالي جمهورية الصين- من الأمم المتحدة واستبدالهم بـ «الصين» من قبل جمهورية الصين الشعبية. في عام 1979، غيرت الولايات المتحدة الاعتراف من تايبيه إلى بكين.
توفي تشيانغ كاي شيك في أبريل عام 1975 عن عمر يناهز 87 عامًا، وخلفه ين تشيا-كان بالرئاسة بينما نجح نجله تشيانغ تشينغ-كو في قيادة الكومينتانغ (اختار الحصول على لقب رئيس بدلًا من لقب تشيانغ الأكبر "المدير العام). اعترف تشيانغ تشينغ-كو -الذي كان رئيسًا للشرطة السرية التي كانت تخشى سابقًا- بالحصول على دعم أجنبي لتأمين الأمن المستقبلي في جمهورية الصين. لقد شهدت إدارته تخفيفًا تدريجيًا للضوابط السياسية، والانتقال نحو الديمقراطية والتحرك نحو جعل النظام تايوانيًا. لم يعد معارضو القوميين ممنوعين من عقد اجتماعات أو نشر أوراق. رغم أن أحزاب المعارضة السياسية كانت لا تزال غير قانونية، عندما أسس الحزب الديمقراطي التقدمي كأول حزب معارض في عام 1986، قرر الرئيس تشيانغ عدم حل الجماعة أو اضطهاد قادتها. خاض مرشحوها الانتخابات رسميًا كمستقلين في حركة تانغواي. في العام التالي، أنهى تشيانغ الأحكام العرفية وسمح بزيارات عائلية إلى الأراضي الصينية. اختار تشيانج لي تنغ هوي، وهو من التكنوقراط المولودين في تايوان ليكون نائبه في خط الخلافة في الرئاسة للمرة الأولى. وجاءت هذه الخطوة في أعقاب إصلاحات أخرى أعطت مزيدًا من القوة للمواطنين المولودين في البلاد وهدأت المشاعر المناهضة لحزب الكومينتانغ خلال فترة تعرض فيها العديد من الأنظمة الاستبدادية الآسيوية الأخرى للصدمة والفلترة.
بعد وفاة تشيانغ تشينغ كو في عام 1988، واصل خليفته الرئيس لي تنغ هوي، تحويل الحكومة إلى نظام ديمقراطي، فنقل المزيد من السلطة الحكومية إلى المواطنين التايوانيين المولودين، وخضعت تايوان لعملية التوطين. وأثناء عملية التوطين هذه، روج للثقافة المحلية والتاريخ من خلال وجهة نظر عموم الصين، وتضمنت إصلاحاته طباعة الأوراق النقدية من البنك المركزي بدلًا من بنك مقاطعة تايوان المعتاد. وعطّل أيضًا -إلى حد كبير- عمل حكومة مقاطعة تايوان. في عام 1991، أُجبر مجلس اليوان التشريعي والجمعية الوطنية المنتخبين في عام 1947 على الاستقالة. أُنشئت هذه المجموعات في الأصل لتمثيل الدوائر الانتخابية في الصين. ورفع أيضًا القيود المفروضة على استخدام اللغات التايوانية في وسائل الإعلام المذاعة والمدارس.